# Crossogale
Crossogale (Thomas, 1921) è un genere di toporagni della famiglia dei Soricidi.

## Descrizione

### Dimensioni
Al genere Crossogale appartengono toporagni di piccole dimensioni, con lunghezza della testa e del corpo tra 91 e 120 mm, la lunghezza della coda tra 75 e 100 mm e un peso fino a 30 g.

### Caratteristiche craniche e dentarie
Il cranio ha una forma normale, non eccessivamente allargata o appiattita. Gli incisivi anteriori sono larghi per tutta la loro lunghezza, l'incavo e la cuspide interna sono molto sviluppate, così che le punte dei due incisivi sono ben distanziate, diversamente dal genere Chimarrogale, dove queste sono molto più vicine. Sono presenti tre denti superiori unicuspidati.
Sono caratterizzati dalla seguente formula dentaria:

### Aspetto
La pelliccia è soffice e vellutata, Il colore delle parti dorsali è grigio scuro, mentre quelle ventrali sono brunastre. Le zampe hanno delle frange di peli sui margini.
La coda è lunga circa quanto la testa ed il corpo.

## Distribuzione
Il genere è diffuso nella Penisola malese e sulle isole di Sumatra e del Borneo.

## Tassonomia
Il genere comprende 3 specie.
- Crossogale hantu
- Crossogale phaeura
- Crossogale sumatrana